# My Little Pony: Equestria Girls
My Little Pony: Equestria Girls är en kanadensisk-amerikansk animerad film som är regisserad av Jayson Thiessen. Filmen hade premiär i USA den 16 juni 2013. Filmen är baserad på TV-serien My Little Pony: Vänskap är magisk.

## Handling
Enhörningsponnyn Twilight Sparkles krona har blivit stulen av en tjuv, enda sättet att ta den tillbaka är att gå in i en portal där den försvann. Hon går in i portalen tillsammans med draken Spike och hamnar på en plats där Twilight är en människa och Spike är en hund.